# Robert Roudaut
Pour les articles homonymes, voir Roudaut.
Robert Roudaut, né le 28 décembre 1931 à Bodilis (Finistère) et mort le 29 novembre 2012 à Brest, est un coureur cycliste français, professionnel de 1957 à 1960.

## Palmarès
- 1957
  - 1re étape Tour de Bretagne
  - 3e de la Route de France
- 1958
  - Une étape du Tour de Bretagne
  - 2e du Tour de Bretagne

### Résultats sur les grands tours

#### Tour de France
1 participation
- 1958 : abandon (18e étape)